# Johann Jacob Bach III
Johann Jacob Bach (1682-1722) est un musicien allemand du XVIIe siècle, frère de Jean-Sébastien Bach (1685-1750).
Johann Jacob fit ses études à l'école de latin d'Eisenach où il avait été baptisé le 11 février 1682 (21 février dans le calendrier grégorien). À la mort de leur père, en 1695, lui et son illustre frère partirent pour Ohrdruf, rejoindre un aîné, Johann Christoph, mais il repartit deux ans plus tard pour Eisenach pour y parfaire son apprentissage musical auprès de Johann Heinrich Halle, le successeur de Johann Ambrosius Bach.
S'ensuivit alors une longue période d'errance qui le conduisit d'abord en Suède, en 1704, auprès du roi Charles XII dont il intégra la garde d'honneur comme hautboïste. Ce départ est à l'origine de la composition, par Jean-Sébastien, du Capriccio sopra la lontananza del suo fratello dilettissimo (Caprice sur le départ de son frère bien-aimé, BWV 992) qui restera sa seule musique à programme. On retrouve ensuite Johann Jacob à Altranstädt, lorsqu'est conclu un accord de paix entre Charles XII et le roi de Pologne, puis à la campagne de Russie entre 1706 et 1709, à Bender en Bessarabie de 1709 à 1713 et à Constantinople en 1713 où il rencontra le flûtiste Pierre-Gabriel Buffardin auprès duquel il se perfectionna.
Johann Jacob Bach termina sa carrière à Stockholm parmi les musiciens constituant la chapelle de la Cour (l'ensemble musical professionnel affecté au culte). Il y épousa Susanna Maria Gaast le 31 mai 1715, elle lui donna une fille mais mourut un an et demi plus tard. Après deux ans de veuvage, il épousa une Suédoise, Ingeborg Magdalena Norell, le 15 octobre 1721, mais Johann Jacob s'éteignit l'année suivante, le 16 avril 1722.